# Fabinho
Fábio Henrique Tavares (n. 23 octombrie 1993, Campinas, São Paulo, Brazilia), cunoscut ca Fabinho, este un fotbalist brazilian, care joacă pe post de mijlocaș defensiv la Al-Ittihad în Liga Profesionistă din Arabia Saudită. Pe plan internațional, are prezențe la națională pentru Brazilia U23⁠(d), Brazilia și Brazilia U-20⁠(d).

## Carieră de jucător

### Rio Ave
La 8 iunie 2012 a ajuns la clubul portughez cu un contract pe șase sezoane, rezervând clubului brazilian 50% din drepturile jucătorului. Fără a fi jucat niciun meci, o lună mai târziu, a fost împrumutat la Real Madrid Castilla pentru un sezon.

### Real Madrid Castilla
Pe 17 august 2012 a debutat în Segunda División cu filiala lui Real Madrid într-un meci împotriva lui Villarreal (2-1).

### Real Madrid C.F.
La 8 mai 2013 a debutat cu Real Madrid pe stadionul Santiago Bernabéu, într-un triumf împotriva lui Malaga CF înlocuind-ul pe Fábio Coentrão. I-a acordat o pasă de gol lui Ángel Di María pentru golul de 6-2 al meciului.

### A.S. Monaco
După ce Real Madrid nu a făcut nici o mișcare să-l rețină, a fost împrumutat pentru un sezon noului promovat la acel moment, A.S. Monaco în iulie 2013.
Clubul din Monaco s-a calificat pentru următoarea ediție a Ligii Campionilor, luptând, de asemenea, pentru titlul Ligue 1 cu PSG. Datorită performanței sale bune, clubul a decis să reînnoiască împrumutul încă un sezon. Pentru sezonul 2014-15, a fost consolidat ca un jucător cheie al echipei, ajungând la 53 de meciuri cu clubul la sfârșitul sezonului și începând să joace în demarcarea mijlocie defensivă. La sfârșitul acestui sezon, Monaco a executat opțiunea de cumpărare pentru care a plătit 6 milioane de euro, transfer care a devenit oficial pe 23 august 2015. În 2015-16, Fabinho a marcat 8 goluri și a dat 5 pase, în mare parte, datorită loviturilor de departajare.

### Liverpool FC
La 28 mai 2018, prin intermediul rețelelor sociale, Liverpool a confirmat transferul lui Fabinho în schimbul a aproximativ 50 de milioane de euro. Pe 26 decembrie a marcat primul său gol în Premier League într-o victorie cu 4 la 0 împotriva lui Newcastle.

## Palmares
Monaco
- Ligue 1: 2016–17[3]

Liverpool
• Premier League: 2019-2020
• Liga Campionilor: 2018-2019
• Supercupa Europei: 2019